# Papyrus 50
Papyrus 50 (nach Gregory-Aland mit Sigel {\displaystyle {\mathfrak {P}}}50 bezeichnet) ist eine frühe griechische Abschrift des Neuen Testaments. Dieses Papyrusmanuskript der Apostelgeschichte enthält die Verse 8,26–32; 10,26–31. Mittels Paläographie wurde es dem 4./5. Jahrhundert zugeordnet.

## Beschreibung
Der griechische Text des Kodex ist gemischt und besitzt einige orthographische Besonderheiten und Korrekturen. Kurt Aland ordnete ihn in Kategorie III ein. Im Allgemeinen stimmt der Text mit dem Codex Sinaiticus und Codex Vaticanus überein.
Die Nomina sacra sind zusammengezogen.
Die Handschrift wird zurzeit in der Beinecke Rare Book and Manuscript Library an der Yale University unter der Signatur P. Yale 1543 in New Haven aufbewahrt.